# Solvent Violet 8
Solvent Violet 8 ist ein Farbstoff aus der Gruppe der Triphenylmethanfarbstoffe der 1862 entdeckt wurde und hauptsächlich in der Ölmalerei und zum Einfärben von Kunststoffen verwendet wird.
Das Hydrochlorid des Lösungsmittelfarbstoffs Solvent Violet 8 ist der kationische Farbstoff Methylviolett 6B. Durch Umsetzung mit einer Heteropolysäure wie Phosphormolybdänsäure oder Phosphorwolframmolybdänsäure erhält man Pigment Violet 3.
Mitunter wird die Bezeichnung Solvent Violet 8 fälschlicherweise als Synonym für das als CMR-Eingestuftes 4,4′-Bis(dimethylamino)-4′′-(methylamino)tritylalkohol verwendet.
Solvent Violet 8 selbst ist nicht als CMR-Stoff eingestuft.